# Čebeljeliki kožekrilci
Čebeljeliki kožekrilci (znanstveno ime Apoidea) so velika naddružina kožekrilcev, v katero združujemo dva tradicionalno opredeljena taksona - ose grebače in čebele. Po uveljavljenem mnenju gre za posebno vejo os, ki so pričele uporabljati pelod in nektar za hrano ličink namesto žuželčjega plena. Predstavnike združuje prisotnost struktur za nabiranje in prenašanje peloda; ose grebače in čebele pa najlaže ločimo po tem, da imajo slednje sploščene zadnje noge.
Njihovi najbližji sorodniki so ose iz družine Crabronidae, ki so po mnenju nekaterih neposredni predniki čebeljelikih kožekrilcev in tako po sodobni filogenetski klasifikaciji neustrezen takson. Prav tako niso razjasnjena razmerja znotraj čebeljelikih kožekrilcev, zato oba taksona formalno nimata ranga. Skupno ime »Apoidea« je naddružina dobila po čebelah, katerih poimenovanje je starejše.